# Shalágrama shilá

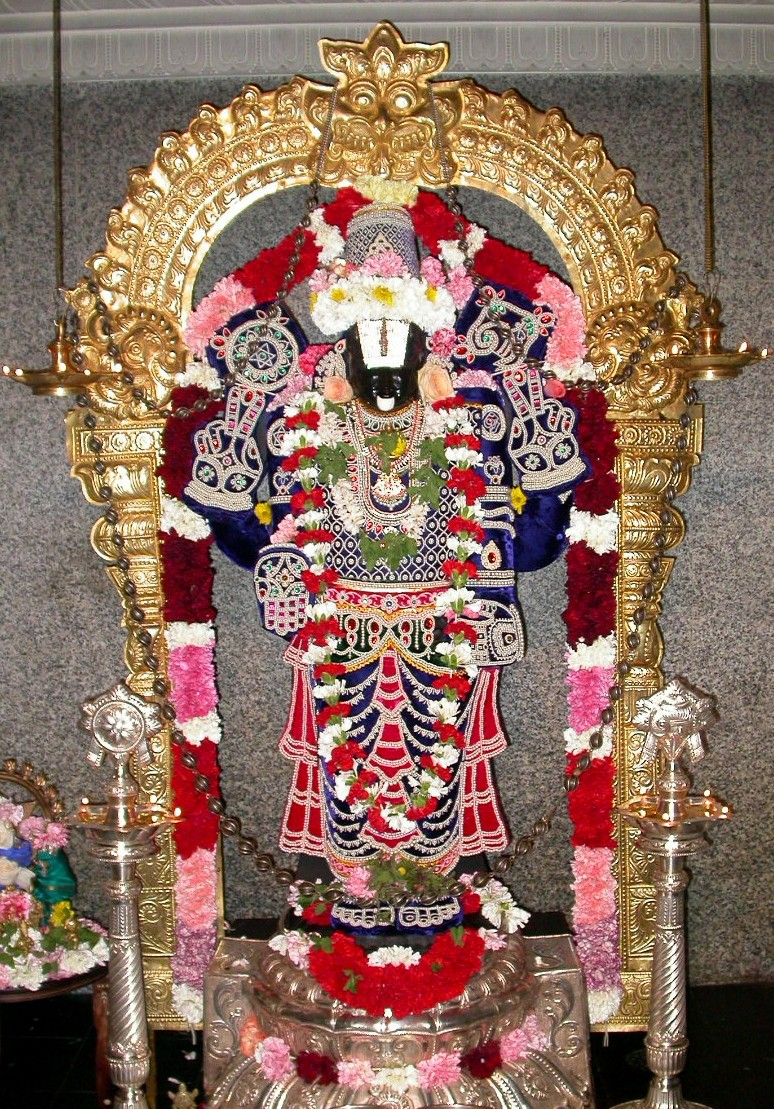
Balayí (un nombre de Venkateswara, Visnú) cubierto de perlas y con una guirnalda de 108 shalágrama shilás.

En el marco del hinduismo, una shalágram shilá es un tipo de piedra sagrada de la India, adorada por los visnuistas. Generalmente es negra y más o menos esférica. Se encuentra en el río sagrado Gandakí, en Nepal.
Originalmente las shalágram son ammonites fosilizados, pero gradualmente a lo largo del siglo XX se han empezado a utilizar cualquier tipo de piedra de color negro no esférica, que se consiga en el río Gandakí.

## Origen del nombre
En sánscrito, 
- śālá es el nombre de un árbol de montaña;
- grāma: ‘aldea’ y
- śilā: ‘piedra’.

En letra devánagari se escribe शाल-ग्राम शिल.
Shalá Grama era el nombre de una aldea nepalí situada a orillas del río Gandakí.
Según el sanscritólogo Monier Monier-Williams, el nombre del pueblo proviene de los árboles shal que crecían en el lugar.
Actualmente se considera que la aldea Shalágrama se llama Muktinath.
En India se cree (posiblemente por error) que Shalagram (‘el pueblo con árboles shala’) o Shaligram es un nombre menos conocido del dios Visnú.
Otros dicen (también erróneamente) que el nombre proviene de una remota aldea en Nepal donde Visnú es conocido con el nombre de Shaligraman.
En India actualmente se las llama sháligram (con i) shila o incluso solo shila.

## Las shilás en la Europa medieval
En la Europa medieval, la gente creía que las amonitas fosilizadas eran serpientes petrificadas, y las llamaban snakestones (piedras víbora) o, más comúnmente en la Inglaterra medieval, "serpentstones" (piedras serpiente). También se las consideraba evidencias de los milagros de santos tales como santa Hilda o san Patricio.
Los comerciantes a veces le esculpían una cara de serpiente en el lado ancho y lo vendían al público.

## Adoración
Las shilás se adoran como manifestaciones de Visnú mismo, identificable de otras piedras por sus marcas especiales, que se cree que se parecen a la parafernalia de Visnú, tal como la maza, la concha, el loto y disco.
Es común ver shilás adaptadas para parecerse a los avatars Nara Simha (Visnú mitad hombre y mitad león), Varaja (encarnación jabalí) y Vāmaná (avatar enano).
Las hay de color negro (las más comunes), rojo o con colores mezclados.
Generalmente se las guarda en una caja y solo se las saca para la adoración diaria (puyá).
Las shilas no se pueden vender ni comprar: son hereditarias. Sí se pueden regalar.
De acuerdo con las creencias vaisnavas, el adorador de una Shalágram Shilá debe seguir estrictas reglas de vida, tales como no tocar a la shalágram sin bañarse antes, nunca poner a la shalágrama en el piso, comer únicamente prasada (alimento ofrecido al dios Krisná en un altar) y no realizar actividades pecaminosas.
En algunos templos vaisnavas en la India, la deidad principal está decorada con una guirnalda de 108 salágram silás.
Para dar más sensación de reconocimiento, los devotos le pegan ojos hechos con pedacitos de caracolas.
A pesar de las declaraciones de las escrituras védicas, los hinduistas creen que cuanto más grande sea la shalágram shilá, más valor espiritual tendrá.
En India se venden como «rare Shaligram meteorites» (raros meteoritos shalágram).
De acuerdo con el Gautamíia-tantra una piedra de cualquier otro lugar que no sea el río Gandakí en Nepal no puede ser una Shalágrama Shilá.
Probablemente esto sirva para situar el lugar de composición de ese texto.

## Orígenes de la adoración
Tulasí (albahaca sagrada de la India) está relacionada con los orígenes de la adoración de estas piedras.
De acuerdo con los Puranás, Visnú se había casado con la diosa Laksmí.
La diosa Sárasuati también quería ser esposa de Visnú.
Iracunda, maldijo con todo su poder a la piadosa Laksmí, que se tuvo que convertir en la planta tulasí y fue condenada a vivir en la Tierra para siempre.
Visnú no tenía poder para cambiar la maldición de la diosa Sárasuati, pero pudo modificar la maldición: Laksmí se tendría que quedar en la Tierra mientras el río Gandakí fluyera desde su cuerpo.
Mientras tanto, él también permanecería en la Tierra en la forma de una piedra, esperando para llevarla a su morada.
Esta piedra es la shalágram shilá.
La deidad masculina Shilá y la planta de tulasí siempre se adoran juntas como Visnú y Laksmí.
La shalágram más grande y pesada que se conoce se encuentra en el templo de Jagannath, dedicado a Krisná, en Puri (estado de Orisa).
El templo Hare Krishna en Escocia, llamado Karuna Bhavan tiene la mayor cantidad de Shalágram Shilás fuera de la India.

## Citas en escrituras sagradas hindúes
En el Jari-bhakti-vilas (siglo XVI) se dice: «Solo por tocar una shalágram shilá genunina, uno se libera de los pecados cometidos en millones de nacimientos, qué decir entonces si la adora. Al hacer adoración puyá de la shalágram shilá uno obtiene la asociación directa con Jari».
En el Skandá-purana dice: 
«Una shalágram shilá es la manifestación directa de Visnú y no requiere de ninguna instalación». (Generalmente se requiere un complejo e interminable ritual de instalación de una deidad, en que se le pide a Visnú o a otra divinidad, que entre en la estatua para permitir que sus devotos lo adoren).
«Está estrictamente prohibida la compra de una shalágram shilá. Cualquiera que intente determinar el valor material de una shalágram shilá vivirá en el infierno hasta el final del universo. El área dentro de un radio de tres ioyanas (unos 40 km) donde se adora una shalágram shilá se considera un tirtha (lugar sagrado de peregrinación). Cualquiera que vea, bañe, adore o se incline ante una shalágram shilá recibe el mismo crédito piadoso que hacer millones de sacrificios y regalar millones de vacas en caridad».
«Sin haber acumulado actividades piadosas, es muy difícil encontrar una shalágram shilá en este mundo, especialmente en la era de Kali-yuga».